# Weymouth
Weymouth er en by i Weymouth and Portland-distriktet, Dorset, England, med et indbyggertal (pr. 2015) på 54.911. Byen ligger 195 km fra London.